# 魏學曾
魏學曾（1525年—1596年），字惟貫，號確菴，陝西漢中府金州紫陽縣民籍，西安府涇陽縣西关魏家壕人，明朝政治人物。官至兵部尚書、三邊總督。

## 生平
嘉靖二十五年（1546年）丙午科陝西鄉試第二十四名，嘉靖三十二年（1553年）癸丑科進士。通政司观政，起复授户部主事，历升员外郎、郎中。四十三年十二月拔擢為光祿寺少卿，四十四年十二月進右僉都御史，巡撫遼東，請設戰車營，車上置有佛郎機，下置雷飛砲。因功晋右副都御史，隆慶三年十一月以病乞回籍調治。
隆慶四年七月以原官提督神樞營，八月升任兵部右侍郎，十二月改任吏部右侍郎，五年十一月升吏部左侍郎。
萬曆帝即位，被刑科左给事中宗弘暹弹劾，隆慶六年七月调任南京都察院右都御史。萬曆十一年（1583年）二月起任南京南京户部右侍郎、总督粮储，闰二月升右都御史兼户部右侍郎总督仓场，十一月升南京户部尚书，十三年三月上疏乞休歸。万历十九年（1591年）三月，起复任兵部尚书，兼都察院右副都御史、总督陕西三边军务。以军功加为太子少保。万历二十年三月，哱拜與劉東暘殺寧夏（今银川）巡撫党馨，连陷河西四十七堡，佔寧夏為王。總督魏學曾恢复河西四十七堡，唯寧夏镇遲不能復，兵部尚書石星計劃以黃河之水灌淹寧夏城，魏學曾力主招安。万历帝将他革职查办，以葉夢熊取代魏學曾。史載“学曾被逮时，三军雨泣。”數月後，寧夏平定，梦熊居功不傲，“让功学曾及诸将敢战者”，官复原职。万历二十四年（1596年）卒。有《魏學曾文集》十卷。

## 家族
曾祖魏禎，曾任判官；祖父魏琫；父魏守潔。母何氏。兄魏学颜、弟魏学思（举人）、魏学孟（生员）、学周、学程、学张。

## 延伸阅读
[在维基数据编辑]
 《國朝獻徵錄·卷之五十七》，出自焦竑《國朝獻徵錄》
 《明史卷二百二十八》，出自《明史》